# Eunice Paiva
Maria Lucrécia Eunice Facciolla Paiva (São Paulo, 7 de novembre de 1929 - Ib., 13 de desembre de 2018) va ser una advocada i activista brasilera que va desafiar el règim militar al Brasil. Després que la dictadura provoqués la desaparició del seu marit, l'exdiputat federal Rubens Paiva, sense que es digués res sobre el seu parador, Eunice es va enfrontar a una necessitat imperiosa de mantenir-se a si mateixa i als seus fills; Es va matricular i es va graduar a la Facultat de Dret de la Universitat Presbiteriana Mackenzie, després va construir una carrera com a destacada defensora dels drets humans de les víctimes de la repressió política, va fer campanya tenaçment per obrir els registres tancats de la dictadura militar i després va defensar els drets dels pobles indígenes del Brasil.

## Biografia
Eunice Paiva va passar la seva infància a Brás, un barri tradicional de São Paulo, on va viure entre la comunitat italobrasilera que va arribar al Brasil a principis del segle XX. Més tard, ella i la seva família es van traslladar a Higienópolis, un barri més benestant. Des de petita, va conrear l'amor per la lectura. Es va llicenciar en literatura a la Universitat Presbiteriana Mackenzie i parlava amb fluïdesa francès i anglès. Als 23 anys es va casar amb l'enginyer i polític Rubens Beyrodt Paiva, implicat en causes obreres, i amb qui va tenir cinc fills: Vera Sílvia Facciolla Paiva (1953), Maria Eliana Facciolla Paiva (1955), Ana Lúcia Facciolla Paiva (1957), Marcelo Rubens Paiva (1959) i Maria Beatriz Facciolla Paiva (1960). Va ser amiga de grans escriptors com Lygia Fagundes Telles, Antônio Callado i Haroldo de Campos.
El 1962, Rubens Paiva va guanyar un escó a la Cambra de Diputats del Brasil pel PTB, en representació de l'estat de São Paulo. Va ser diputat federal entre febrer de 1963 i abril de 1964, quan dies després del cop d'estat, els militars van cessar tots els polítics de l'oposició. Va haver d'exiliar-se a Europa durant 9 mesos. Quan va tornar al Brasil, va traslladar la família de la capital paulista a Rio de Janeiro.

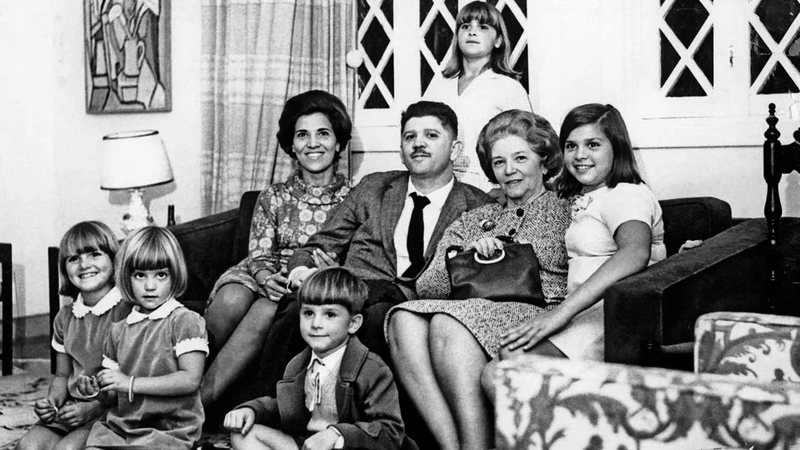
La família Paiva als anys 70

Van viure a l'avinguda Delfim Moreira, davant del mar al barri de Leblon. Eunice, Rubens i els seus fills van gaudir d'una vida còmoda. El 20 de gener de 1971, però, sis homes que afirmaven pertànyer a la Força Aèria Brasilera van envair i ocupar la seva residència, van capturar Rubens i el van portar al soterrani de l'agència d'intel·ligència, DOI-CODI, on la dictadura militar que aleshores governava el Brasil el va torturar fins a la mort, matant-lo un dia després de ser capturat. Després de la mort del seu marit (cosa que desconeixia), Eunice i la seva filla Eliana també van ser detingudes (Eunice va ser empresonada sense càrrecs i interrogada durant 12 dies; Eliana va ser posada en llibertat l'endemà). Amb el seu marit desaparegut, Eunice no va poder mantenir la seva família a Rio de Janeiro; va tornar amb els seus fills a São Paulo on, el 1973, es va tornar a matricular a la Universitat Mackenzie per estudiar dret i es va graduar als 47 anys.

### Carrera
Infatigable en la recerca d'informació sobre el parador del seu marit, Eunice Paiva va liderar campanyes per obrir arxius sobre les víctimes del règim militar, convertint-se en un símbol de la lluita contra la dictadura. A causa de la seva determinació i crítiques a la dictadura, ella i els seus fills van ser vigilats per agents militars des del 1971 fins al 1984, com ho demostren documents del Servei Nacional d'Intel·ligència (SNI) que es van fer públics el 2013. Es va convertir en una de les majors defensores de la promulgació de la Llei 9.140/1995, que reconeixia la mort de persones desaparegudes per les seves activitats polítiques durant la dictadura militar. Va ser convidada a assistir a la cerimònia on el president Fernando Henrique Cardoso va signar la llei, l'única familiar d'una persona desapareguda present a l'esdeveniment.
El 1996, després de 25 anys, Eunice va aconseguir obligar el govern brasiler a emetre oficialment el certificat de defunció de Rubens Paiva. El 2025, anys després de la mort d'Eunice, l'estat brasiler va corregir el certificat de defunció de Rubens per indicar amb precisió que va morir violentament a mans de l'Estat.
En la seva carrera jurídica, Eunice Paiva va defensar els drets dels pobles indígenes del Brasil, documentant i presentant accions per posar fi a la violència i l'expropiació il·legal de terres (grilagem) comesa contra els pobles indígenes. L'octubre de 1983, ella i Manuela Carneiro da Cunha van escriure "Defenseu els Pataxós", un article d'opinió influent publicat al destacat diari Folha de S. Paulo, que posava en relleu les lluites dels pobles indígenes del Brasil i va servir de model per als pobles indígenes d'altres llocs. L'any 1987, juntament amb altres socis, va fundar l'Institut d'Antropologia i Medi Ambient (IAMA), una organització no governamental que va treballar fins al 2001 per defensar l'autonomia dels pobles indígenes. El 1988, va ser consultora d'agendes indígenes a l'Assemblea Nacional Constituent, que va promulgar una nova Constitució del Brasil per substituir la que havia estat malmesa per la dictadura militar.

### Mort
Va morir el 13 de desembre de 2018, als 89 anys, a la ciutat de São Paulo, després de viure durant 15 anys amb la malaltia d'Alzheimer.

## Vida personal
Paiva era catòlica i anava a missa els diumenges.

## En la cultura popular
Estrenat el 1978, el documental Eunice, Clarice, Thereza, dirigit per Joatan Berbel, explica la història de tres vídues de presos polítics: Clarice Herzog (vídua del periodista Vladimir Herzog); Thereza Fiel (vídua del treballador Manoel Fiel Filho); i Eunice Paiva. Aquestes tres dones es van unir contra la dictadura militar i la seva repressió.
A la dècada de 1980, Eunice Paiva va ser interpretada per Denise Del Vecchio a l'obra de teatre brasilera Feliz Ano Velho, dirigida per Paulo Betti. El personatge Lúcia, interpretat per Eva Wilma a la pel·lícula dramàtica brasilera de 1987 Feliz Ano Velho, també va ser un retrat d'Eunice Paiva. Ambdues obres es van basar en la novel·la autobiogràfica de 1982 Feliz Ano Velho, escrita pel quart fill d'Eunice Paiva, Marcelo Rubens Paiva.
Publicada el 2015, la novel·la biogràfica Ainda Estou Aqui, també escrita per Marcelo Rubens Paiva, tracta de la vida d'Eunice Paiva i estableix paral·lelismes entre la seva història i el període de la dictadura al Brasil. El llibre va guanyar el tercer lloc al Premi Jabuti, en la categoria de nominació lectora, i va ser nominat als Oceanos, a més d'haver estat inclòs a la llista dels millors llibres del 2015 pel diari O Globo.
Aquesta novel·la va ser adaptada al cinema, dirigida per Walter Salles i protagonitzada per Fernanda Torres com a Eunice en la seva edat adulta, Fernanda Montenegro com una Eunice gran en els seus últims anys de vida i Selton Mello com a Rubens Paiva. Ainda Estou Aqui es va estrenar el 7 de novembre de 2024 al Brasil. La pel·lícula va guanyar el millor guió a la 81a Mostra Internacional de Cinema de Venècia, i va ser escollida per representar el Brasil als Premis Oscar de 2024 com a Millor Pel·lícula Internacional, que va obtenir la primera victòria brasilera en aquesta categoria. Per la seva interpretació de Paiva, Torres va guanyar el Globus d'Or a la millor actriu dramàtica als Globus d'Or de 2025 i va ser nominada a l'Oscar a la millor actriu en la 97a edició.